# Constance av Kastilien

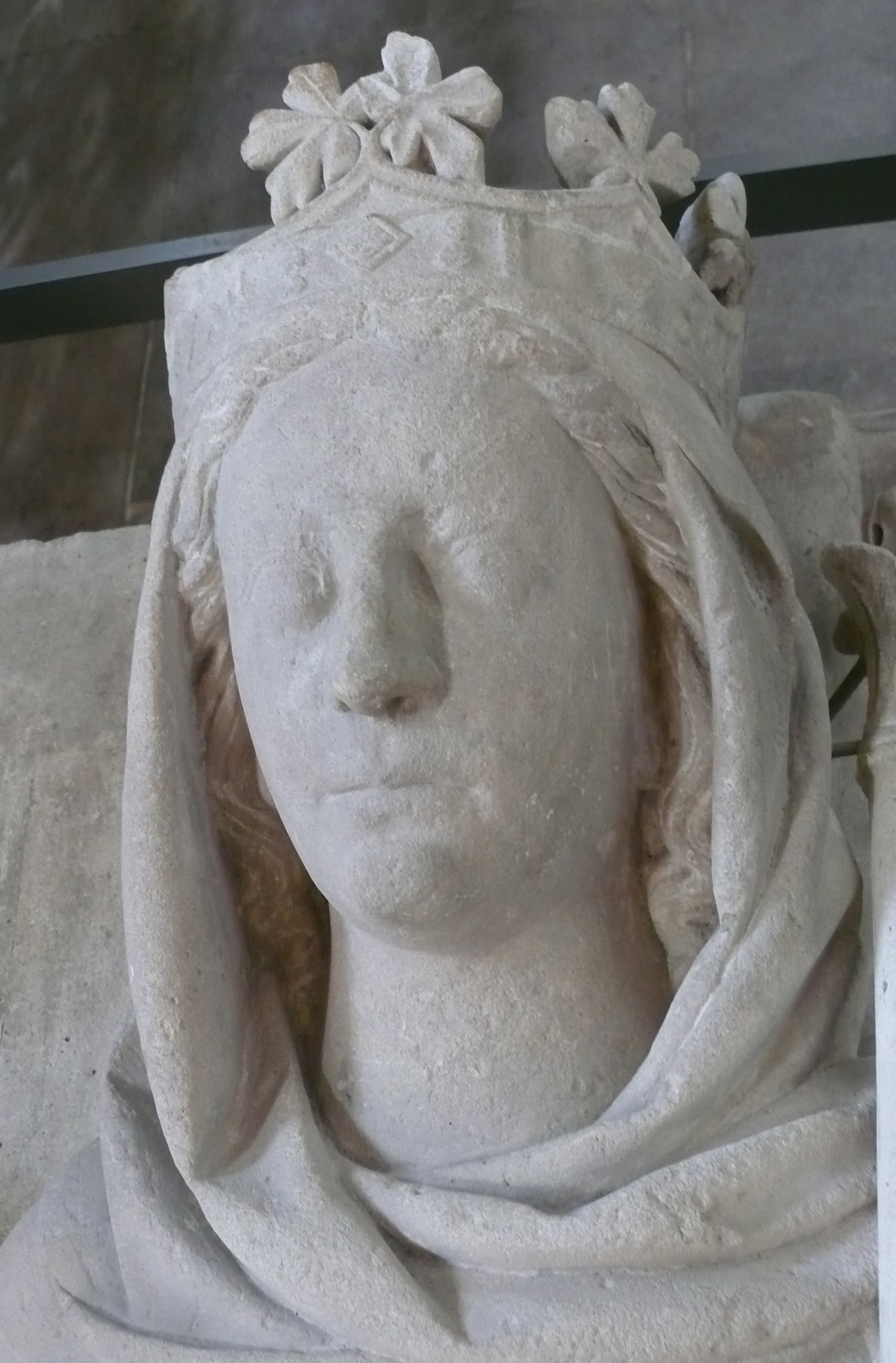
Constance av Kastilien

Constance av Kastilien, född 1141, död 4 oktober 1160, var drottning av Frankrike såsom andra fru till kung Ludvig VII av Frankrike. 
Constance var dotter till Alfons VII av Kastilien och Berenguela av Barcelona. Constance blev gift med Ludvig 1154 så att denne skulle kunna få en arvinge, sedan det första äktenskapet var barnlöst, men äktenskapet gav enbart två döttrar, som inte ansågs duga som arvingar; Ludvig gifte därför snabbt om sig en tredje gång fem veckor efter hennes död.

## Barn
1. Margareta av Frankrike, drottning av Ungern
2. Alice av Frankrike